# George Hirst
George David Eric Hirst (Sheffield, 15 februari 1999) is een Engels voetballer die als aanvaller speelt. Hij tekende in 2018 bij Oud-Heverlee Leuven.

## Clubcarrière
Hirst is afkomstig uit de jeugdopleiding van Sheffield Wednesday, waar zijn vader David Hirst een clublegende is. In 2016 debuteerde hij er in het eerste elftal. In 2018 tekende de spits een vijfjarig contract bij Oud-Heverlee Leuven. Op 4 augustus 2018 debuteerde hij voor zijn nieuwe club tegen KV Mechelen. Twee weken later maakte hij zijn eerste competitietreffer tegen Beerschot-Wilrijk.

## Clubstatistieken
| Seizoen | Club                | Land     | Competitie      | Wed. | Doelp. |
| ------- | ------------------- | -------- | --------------- | ---- | ------ |
| 2016/17 | Sheffield Wednesday | Engeland | Championship    | 1    | 0      |
| 2017/18 | Sheffield Wednesday | Engeland | Championship    | 0    | 0      |
| 2018/19 | Oud-Heverlee Leuven | België   | Eerste klasse B | 22   | 3      |
| Totaal  | Totaal              | Totaal   | Totaal          | 23   | 3      |

## Interlandcarrière
Hirst kwam reeds uit voor verschillende Engelse nationale jeugdelftallen. In 2017 debuteerde hij in Engeland –20.